# Annetta South
Annetta South é uma cidade  localizada no estado norte-americano do Texas, no Condado de Parker.

## Demografia
Segundo o censo norte-americano de 2000, a sua população era de 555 habitantes. 
Em 2006, foi estimada uma população de 631, um aumento de 76 (13.7%).

## Geografia
De acordo com o United States Census Bureau tem uma área de 
4,9 km², dos quais 4,9 km² cobertos por terra e 0,0 km² cobertos por água.

## Localidades na vizinhança
O diagrama seguinte representa as localidades num raio de 12 km ao redor de Annetta South. 